# Grantwood Village (Misuri)
Grantwood Village es un pueblo ubicado en el condado de San Luis en el estado estadounidense de Misuri. En el Censo de 2010 tenía una población de 863 habitantes y una densidad poblacional de 402,91 personas por km².

## Geografía
Grantwood Village se encuentra ubicado en las coordenadas 38°33′3″N 90°21′11″O / 38.55083, -90.35306. Según la Oficina del Censo de los Estados Unidos, Grantwood Village tiene una superficie total de 2.14 km², de la cual 2.14 km² corresponden a tierra firme y (0%) 0 km² es agua.

## Demografía
Según el censo de 2010, había 863 personas residiendo en Grantwood Village. La densidad de población era de 402,91 hab./km². De los 863 habitantes, Grantwood Village estaba compuesto por el 98.96% blancos, el 0.58% eran afroamericanos, el 0% eran amerindios, el 0.23% eran asiáticos, el 0% eran isleños del Pacífico, el 0% eran de otras razas y el 0.23% pertenecían a dos o más razas. Del total de la población el 0.81% eran hispanos o latinos de cualquier raza.